# Калинские
Калинские (пол. Kaliński) — дворянский род.
Потомство Яна Калинского (XV—XVI в.)
Фамилия Калинских происходит из древнего Польского шляхетства и имела во владении своем по грамотам Польских Королей деревни.
Польский шляхтич Евсей Калинский, находился при Фельдмаршале Б. П. Шереметевеи в секретных делах Государевых, оказал верность и усердие, наипаче же по полкам против неприятеля не щадил живота своего, и вместо того, что он, Евсей Калинский, в Польше оставил своё шляхетское поместье, в 1708 году пожалован землями.
Определением Новгород-Северского Дворянского Депутатскаго Собрания род Калинских внесён в четвертую часть родословной книги.

## Описание герба
В щите, имеющем красное поле, изображён серебряный топор.
Щит увенчан дворянскими шлемом и короной, на поверхности которой находится в гербе означенный топор. Намёт на щите красный, подложен серебром. Герб рода Калинских внесён в Часть 9 Общего гербовника дворянских родов Всероссийской империи, стр. 126.